# 葉挺將軍故居

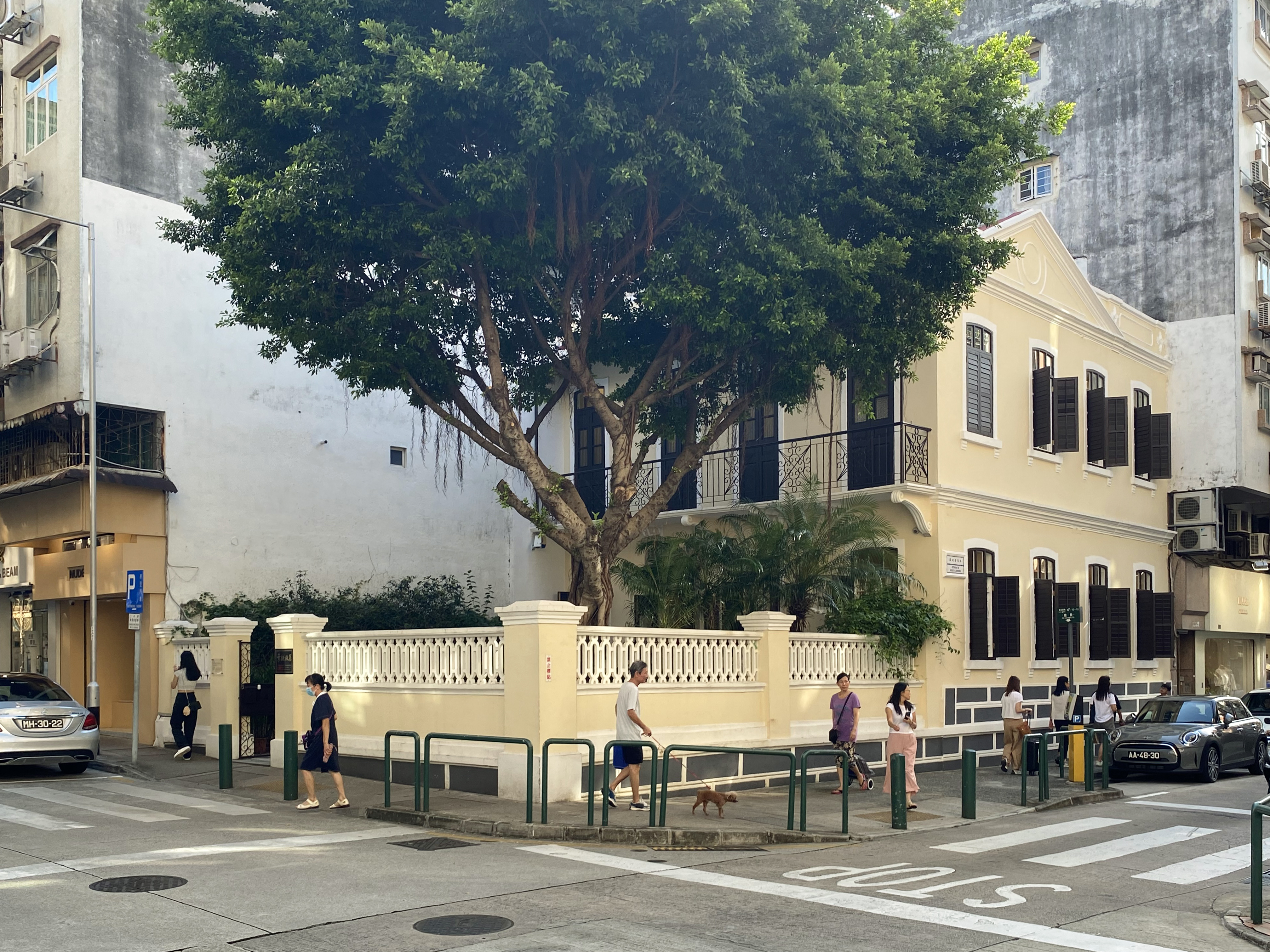
葉挺將軍故居

葉挺將軍故居是中國人民解放軍創建者之一、新四軍軍長的葉挺將軍及其家屬在澳門的故居，位於賈伯樂提督街76號。

## 歷史
故居最早的登記年份為1923年。1932年葉挺以「葉三福」的名義購買了房屋，「三福」事實上是指他的三個孩子。1941年皖南事變後，家人為照顧葉挺，在次年陸續搬回內地，並把故居交由當時中國共產黨在澳負責人柯麟暫管，支援革命事業。中共建政後，後人決定轉讓，並由何賢、馬萬祺購得，先後作為澳門民主婦女聯合會托兒所及澳門中華學生聯合總會會址之用。

## 修復與評定

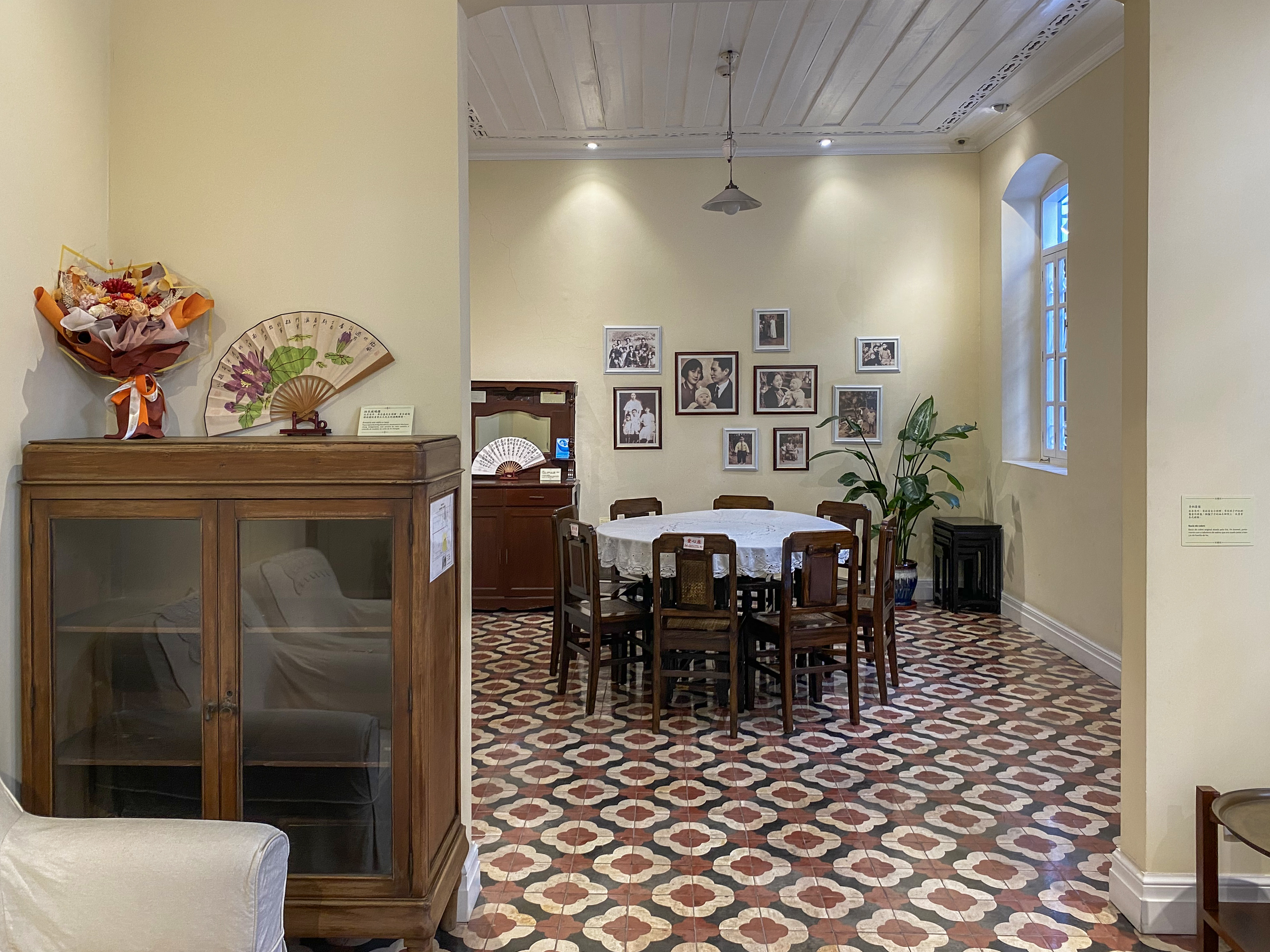
故居的飯廳

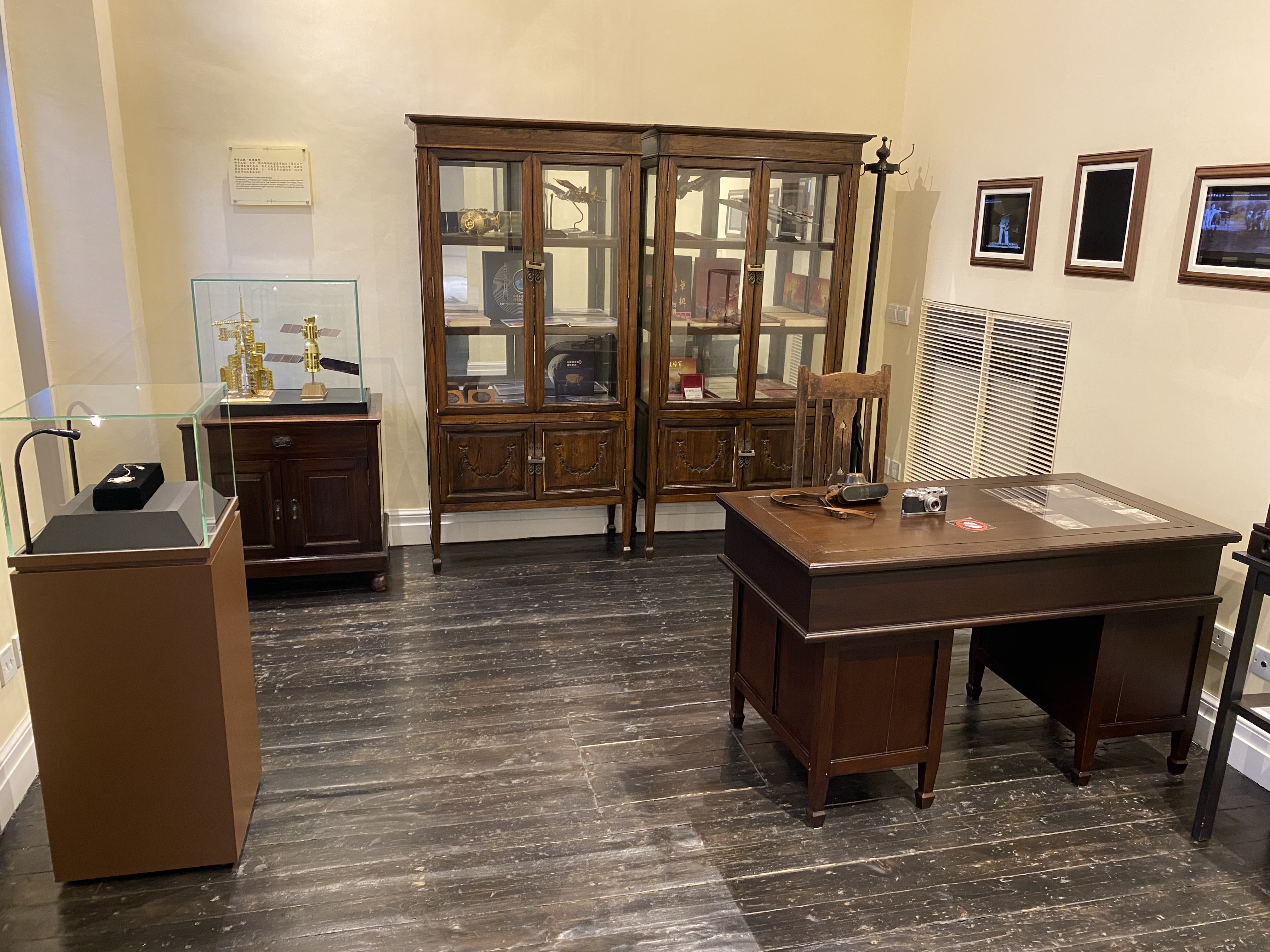
故居的書房

2006年，為紀念葉挺誕辰一百一十周年，澳門特別行政區政府在故居花園舉行故居牌匾的揭幕式，牌匾由馬萬祺所題。2011年婦聯把故居交予文化局作長期展覽之用。2013年5月完成修復、佈展工作，並對外開放展覽。
2015年12月28日，連同其他九座建築物被列入《文化遺產保護法》實施後第一批不動產評定的項目中，進入為期六十天的諮詢，被文化局建議評為等級最高的「紀念物」。

## 建築形制

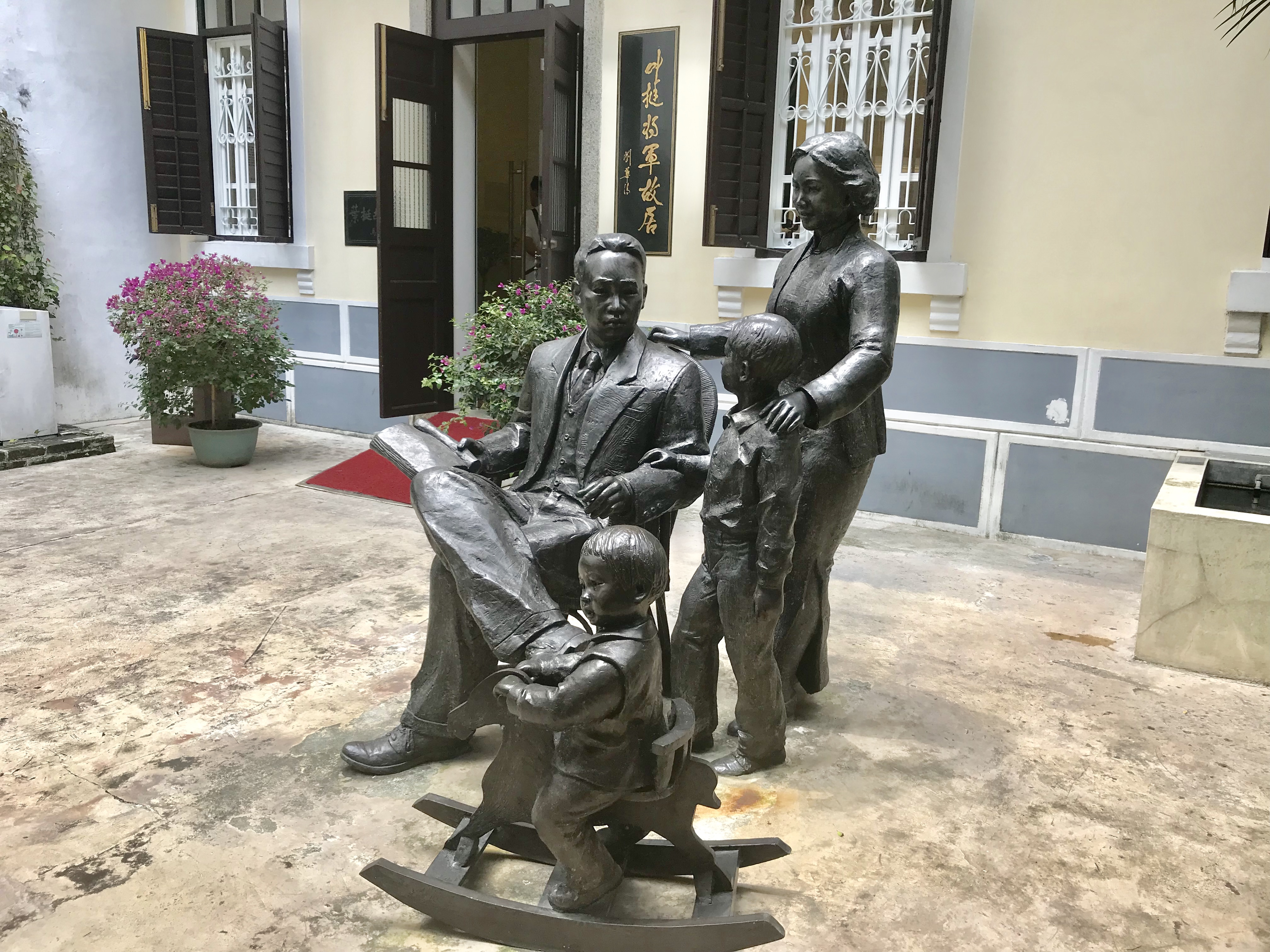
叶挺將軍故居叶挺家庭群组雕像

建築是兩層別墅式住宅，面向賈伯樂提督街，磚木、混凝土結構。佔地175平方米，建築面積185平方米。有屋前花園及天井。建築主體是山牆承檩的磚木結構，正、側立面分別設八組互相呼應的門窗，平臺、騎樓採用了鋼筋水泥技術。

## 參看
- 葉挺